# Kornkasten Rüggeberg

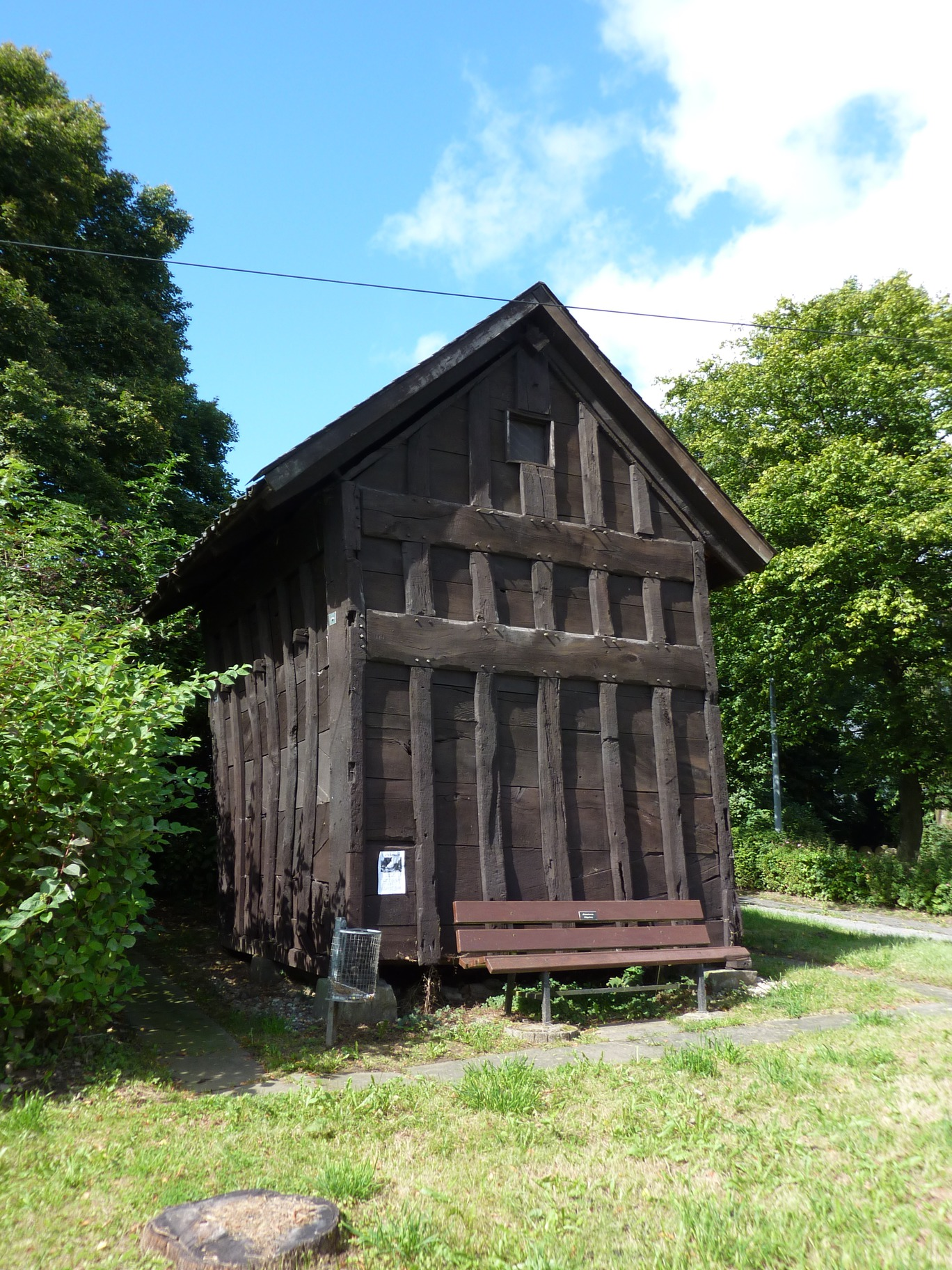
Der Kornkasten

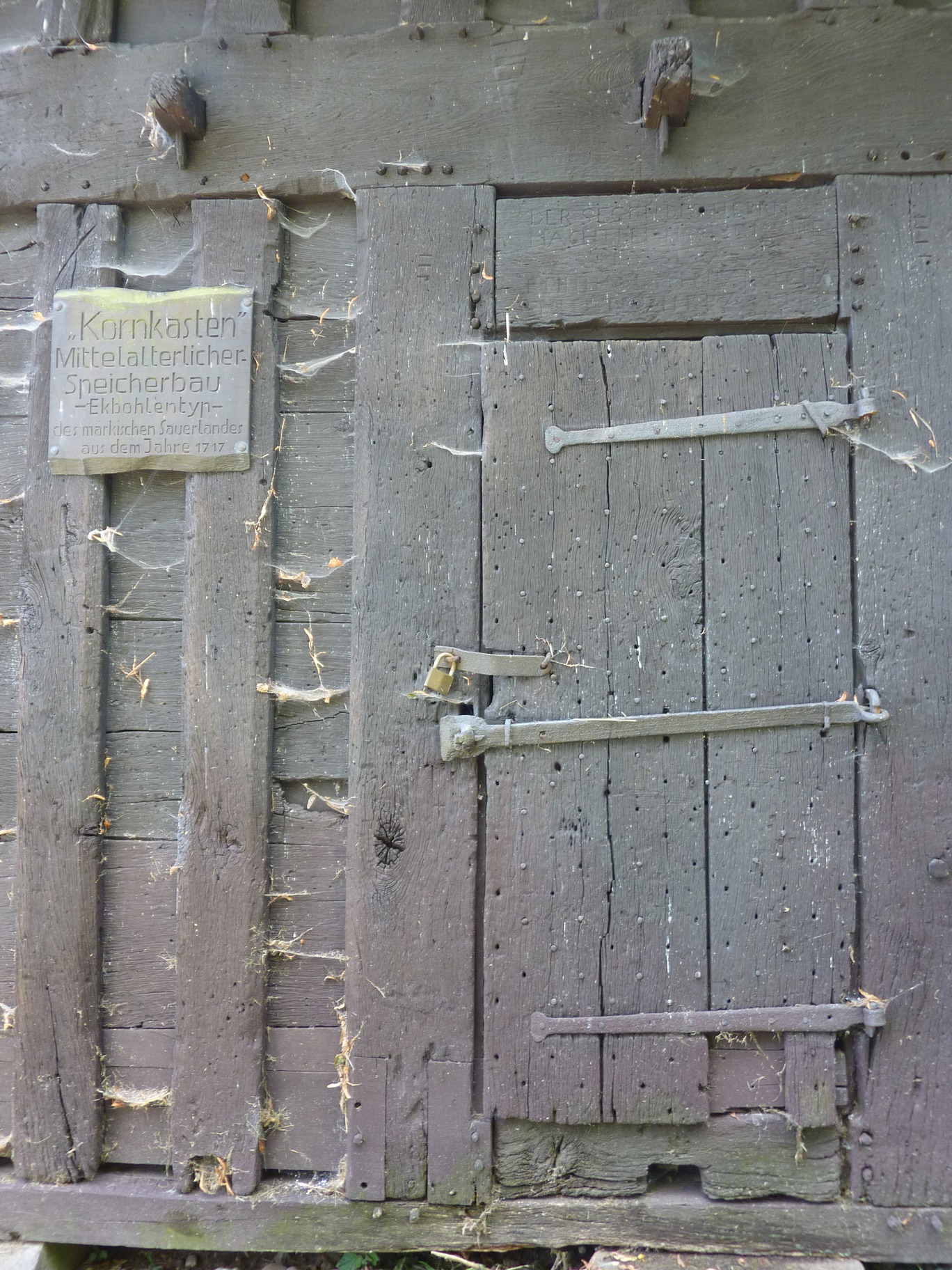
Türe

Der Kornkasten Rüggeberg ist ein denkmalgeschützter Korn- oder Haferkasten im Ennepetaler Ortsteil Rüggeberg. Er wird auf das Jahr 1717 datiert.

## Beschreibung
Der Kornkasten befindet sich an der Hesterberger Straße am Ortsausgang von Rüggeberg. Der Standort ist aber nicht der ursprüngliche, da das Gebäude in den 1960er Jahren vom Schnabeler Weg an diese Stelle transloziert wurde. 
Das Gebäude wurde in Ständerbauweise zweigeschossig aus groben Holz mit Zapfenverbindungen errichtet. Es besitzt ein Ziegelsatteldach und ist an der First- und an den Ortgangseiten verschiefert. Der Zugang zum Dachraum erfolgt mittels einer außenliegende Treppe auf der westlichen Giebelseite.
Neben dem Kornkasten befindet sich der ebenfalls denkmalgeschützte Alte Friedhof Rüggeberg.
Im August 2013 wurde der Kornkasten zwecks Restauration in seine Einzelteile zerlegt und abgebaut.